# باربارا هارمر
باربارا هارمر (به انگلیسی: Barbara Harmer)در ۱۴ سپتامبر ۱۹۵۳ در شهراسکس کشور انگلستان به دنیا آمد و در ۲۰ فوریه ۲۰۱۱ در چیکستر(Chichester) انگلستان چشم از جهان فرو بست.
باربارا هارمر یکی از دو زن خلبان هواپیماهای معروف کنکورد بود( دومین خلبان زن این هواپیما بئاتریس ویال فرانسوی بود)

## زندگی‌نامه
بابارا هارمر در شهر اسکس انگلستان به دنیا آمد و سه خواهر بزرگتر از خود داشت. او در محله ای پررفت‌وآمد باگنر رِگیس در ناحیه آرون بزرگ شد و در یک مدرسه مذهبی بتحصیل پرداخت.
در سن ۱۵ سالگی مدرسه را رها کرد تا یک آرایشگر شود و ۵ سال پس ازآن این حرفه را نیز رها کرد تا مسئول کنترل ترافیک پروازهای هوایی در فرودگاه گاتویک لندن شود.وی به همراه این کار تحصیل در رشته حقوق را نیز ادامه داد.
او بعدها موفق به دریافت دیپلم جغرافی، حقوق و قانون اساسی شد.
دراین میان کلاسهای خلبانی را نیز گذراند و توانست مدرک خلبانی خصوصی (Private Pilot Licence-PPL)را دریافت کند. پس ازآن او به عنوان آموزگار پرواز در مدرسه پرواز گودوود مشغول بکار شد اما همچنان بدنبال دریافت مدرک خلبانی حرفه‌ای بود.
او تحصیل در رشته خلبانی را برای دو سال دیگر ادامه داد تا در نهایت در ماه مه ۱۹۸۲ توانست لیسانس خلبانی حرفه‌ای (Commercial Pilot Licence-CPL)را بدست بیاورد.

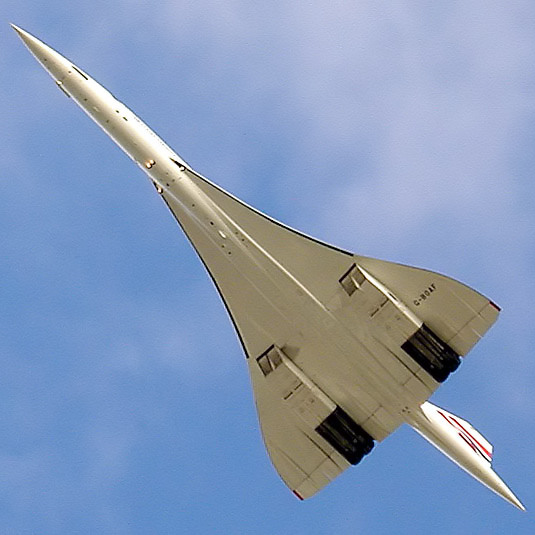
هواپیمای فرای صوت کنکورد در آخرین پرواز

## زندگی حرفه ای
باربارا هارمر پس از نوشتن بیش از صد درخواست استخدام خلبان یک شرکت هواپیمایی کوچک بنام ژن ایر (Genair)در فرودگاه بین‌المللی هامبرساید شد 
در مارس ۱۹۸۴ باربارا هارمر به شرکت هواپیمایی خصوصی بریتیش کالِدونیان پیوست و به مدت سه سال خلبان هواپیمای بی‌ای‌سی یک-یازده شد و پس ازآن با هواپیماهای مک‌دانل داگلاس دی‌سی-۱۰ در مسیرهای طولانی خلبانی می‌کرد.
در سال ۱۹۸۷ شرکت خصوصی بریتیش کالِدونیان با شرکت بریتیش ایرویز که صاحب یک هواپیمای کنکورد بود یکی شد.
در آنزمان بریتیش ایرویز شمار ۳۰۰۰ خلبان را استخدام کرده بود که تنها ۶۰ نفر آن‌ها زن بودند که هیچکدام آن‌ها تاکنون چنین هواپیمایی را خلبانی نکرده بودند.

در سال ۱۹۹۲ باربارا هارمر برای گذراندن دوره شش ماهه آموزشی خلبانی کنکورد برگزیده شد و در ۲۵ مارس ۱۹۹۳ او نخستین زن خلبان حرفه‌ای هواپیمای کنکورد شد که در همان سال نیز نخستین پرواز خود را به عنوان First officer یا کمک خلبان از فرودگاه جان اف کندی به نیویورک انجام داد.

زن فرانسوی بنام ژاکلین اُریُل (Jacqueline Auriol) نخستین زن خلبان کنکورد بود اما او خلبان آزمایش کنکورد محسوب می‌شود.
در اکتبر ۲۰۰۳ و پس از اینکه کنکورد از سرویس کنار گذارده شد باربارا هارمر بمدت ۱۰ سال به عنوان خلبان پی-اف در سرویس‌های جاری مشغول بکار بود.
تنها در سال ۲۰۰۱ بود که در خطوط هوایی فرانس اِیر زن فرانسوی بنام بئاتریس ویال توانست دومین زن خلبان هواپیماهای کنکورد شود که حدود ۴۵ پرواز از پاریس تا نیویورک را نیز در کارنامه خود داراست.
پس از کنارگذاشتن هواپیماهای کنکورد باربارا هارمر تا زمان کناره‌گیری از خدمتش در سال ۲۰۰۹ خلبان هواپیمای بوئینگ ۷۷۷ بود.
خارج از هوانوردی او در مسابقات قایق‌های تفریحی نیز شرکت می‌کرد.
او در نظر داشت که با قایق خود بنام Archambault 35 در مسابقات اقیانوس اطلس سال ۲۰۱۳ شرکت کند.

باربارا هارمر در ۲۰ فوریه ۲۰۱۱ در سن ۵۷ سالگی در بیمارستان سن ویلفرید در شهر چیکستر به دلیل ابتلا به بیماری سرطان از دنیا رفت.